# Comuna de Rejowiec
Rejowiec (polaco: Gmina Rejowiec) é uma gminy (comuna) na Polónia, na voivodia de Lublin e no condado de Chełmski. A sede do condado é a cidade de Rejowiec.
De acordo com os censos de 2004, a comuna tem 6763 habitantes, com uma densidade 63,7 hab/km².

## Área
Estende-se por uma área de 106,25 km², incluindo:
- área agricola: 63%
- área florestal: 24%

## Demografia
Dados de 30 de Junho 2004:
|                      | Total   | Total | Mulheres | Mulheres | Homens  | Homens |
| -------------------- | ------- | ----- | -------- | -------- | ------- | ------ |
|                      | pessoas | %     | pessoas  | %        | pessoas | %      |
| População            | 6763    | 100   | 3446     | 51       | 3317    | 49     |
| Densidade (pop./km²) | 63,7    | 100   | 32,4     | 32,4     | 31,2    | 31,2   |

De acordo com dados de 2002, o rendimento médio per capita ascendia a 1259,32 zł.

## Comunas vizinhas
- Chełm, Krasnystaw, Łopiennik Górny, Rejowiec Fabryczny, Rejowiec Fabryczny, Siennica Różana